# Хінони

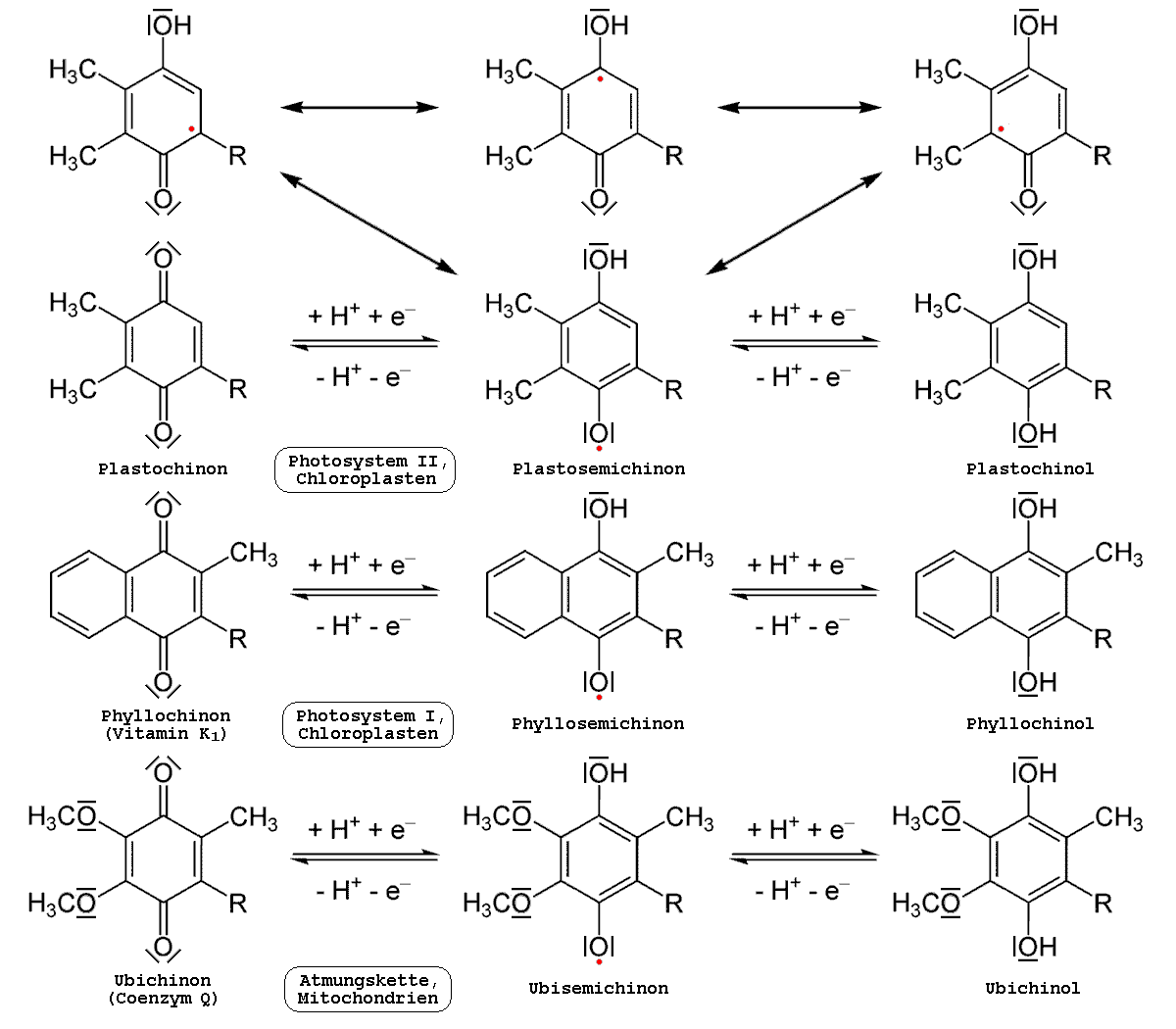
Приклади біологічно важливих електронопереносних хінон-хінолових систем

1,2-бензохінон

Хіно́ни (від італ. china < ісп. quina < kina — кора) — циклічні карбонільні сполуки, у яких відсутній ароматичний характер, але їх легко отримують з ароматичних сполук або інших продуктів.

## Загальний опис
За будовою це ненасичені спряжені циклічні дикетони, в молекулах яких кетогрупи входять в систему сполучених подвійних зв‘язків. Інколи хінони розглядають, як оксипохідні ненасичених циклічних вуглеводнів; в основі пара-бензохінону лежить ∆1,4-циклогексадієн, в основі орто-бензохінону — ∆1,3-циклогексадієн. Але у зв‘язку з близькістю їх до ароматичних сполук розглядають разом з фенольними сполуками.Вони розрізняються кількістю циклів у молекулі, положенням карбонільних груп, присутністю інших замісників. В основі назви лежить назва відповідного арену (бензохінони, нафтохінони, антрахінони, фенантренхінони).
Вперше п-бензохінон отримав Олександр Абрамович Воскресенський 1838 року при окисненні природної хінної (1,3,4,5-тетрагідроксициклогексан-1-карбонової) кислоти, звідки такі сполуки й отримали свою назву.
Одержують хінони окисненням двоатомних фенолів або аренамінів, фенілендіамінів. Окиснення фенілендіамінів також проходить через стадію утворення імінів, які гідролізуються далі до відповідних хінонів.
Наявність двох C=O груп сприяє зміщенню електонної густини до атомів кисню з появою на атомах вуглецюу деякої її дефіцитності. Хінонам притаманні електроноакцепторні властивості, вони мають риси окисника (легко відновлюються). Як спряжені ненасичені кетони, хінони реагують з нуклеофілами і, в 1,4-положенні, з електродонорними сполуками утворюють комплекси з перенесенням заряду (хінгідрон), в якому утворюється донорно-акцепторний зв'язок: У разі взаємодії з нуклеофілами (HCl, HBr, HCN, ROH) в 1,4-положеннях з хінонів одержують відповідні похідні двоатомних фенолів з відтворенням ароматичної структури.
Реакція відновлення хінонів для п-бензохінону проходить через стадію утворення аніон-радикала семіхінону. При цьому одержують відповідний двоатомний фенол — пірокатехін або гідрохінон.
Хінони є дієнофілами внаслідок свого електроноакцепторного характеру і вступають у реакції дієнового синтезу.

## Застосування
Хінони є структурною основою пігментів. Найважливіший барвник — алізарин (1,2-діоксіантрахінон). Алізаринові барвники світлостійкі, застосовуються в лакофарбовій промисловості, поліграфії. Але через доровизну використовуються рідше, ніж азобарвники. Окиснювальні властивості хінонів проявляються в біохімічних реакціях. Убіхінон (коферменти Q) поширені у тваринному і рослинному світі, беруть участь у перенесенні електронів і протонів у ланцюжку окисного метаболізму, забезпечують зв'язування кисню.